# Біржовий талер

Біржовий талер

Біржовий талер (нім. Börsentaler) — талерна медаль 1864, відкарбована на замовлення торгової палати Бремена на честь відкриття нової будівлі біржі. Особливістю цієї медалі було те, що за розміром і ваговим характеристикам (17,539 г срібла 986,11 проби) вона повністю повторювала талери золота. На відміну від них вона була законним платіжним засобом. У зв'язку з тим, що на ній є напис «GEDENKTHALER» ряд нумізматичних каталогів розміщують її серед пам'ятних монет Бремена.
Біржові талери викарбували тиражем у 5000 екземплярів на монетному дворі Ганновера. Штемпелі для її виготовлення створив медальєр Генріх-Фрідріх Бремер.